# Bonte leguanen
Bonte leguanen (Polychrus) zijn een geslacht van hagedissen uit de familie Polychrotidae.

## Naam en indeling
De wetenschappelijke naam van de groep werd voor het eerst voorgesteld door Georges Cuvier in 1817.
De hagedissen werden lange tijd tot de anolissen (Polychrotidae) gerekend. Hier delen ze ook enkele kenmerken mee, zoals de kegelvormige oogbollen en de lichaamsvorm. Er zijn echter ook belangrijke verschillen; zo zijn anolissen zeer snel maar de bonte leguanen bewegen zich juist relatief traag. Daarnaast bezitten de bonte leguanen femorale poriën, die bij de anolissen ontbreken.

### Soorten
Er zijn acht soorten, inclusief de pas in 2011 beschreven soort Polychrus jacquelinae. De soorten zijn onderstaand weergegeven met de auteur en het verspreidingsgebied.
Het geslacht omvat de volgende soorten,
| Naam                                 | Auteur                                    | Verspreidingsgebied                                        |
| ------------------------------------ | ----------------------------------------- | ---------------------------------------------------------- |
| Polychrus acutirostris               | Spix, 1825                                | Argentinië, Bolivia, Brazilië, Paraguay                    |
| Polychrus auduboni                   | Hallowell, 1845                           | Trinidad en Tobago, Venezuela                              |
| Polychrus femoralis                  | Werner, 1910                              | Ecuador, Peru                                              |
| Boomleguaan (Polychrus gutturosus)   | Berthold, 1846                            | Colombia, Costa Rica, Ecuador, Honduras, Nicaragua, Panama |
| Polychrus jacquelinae                | Koch, Venegas, Garcia-Bravo & Böhme, 2011 | Peru                                                       |
| Polychrus liogaster                  | Boulenger, 1908                           | Bolivia, Brazilië, Ecuador, Peru                           |
| Marmerleguaan (Polychrus marmoratus) | Linnaeus, 1758                            | Guyana, Suriname                                           |
| Polychrus peruvianus                 | Noble, 1924                               | Ecuador, Peru                                              |

## Uiterlijke kenmerken

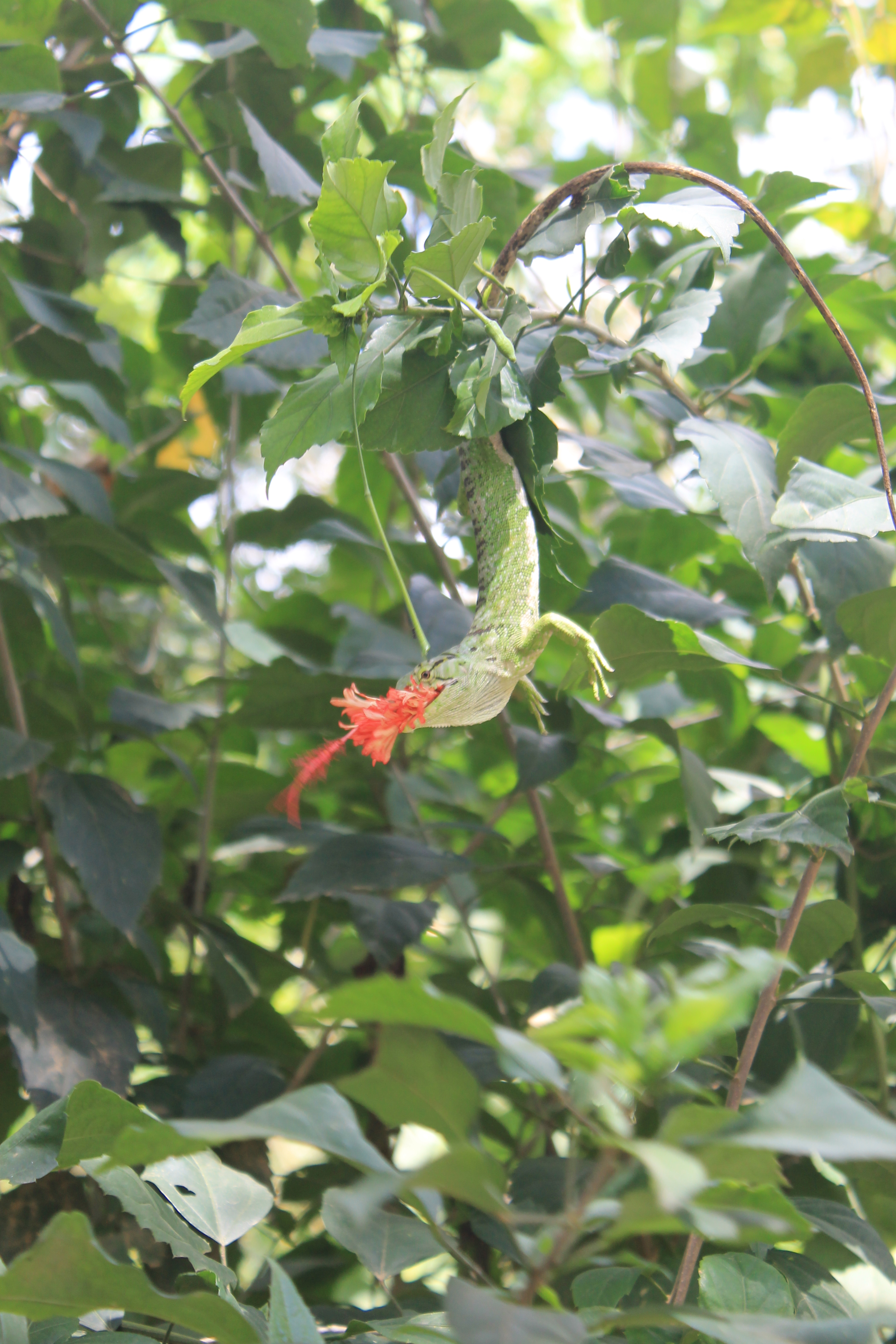
Op het menu staan onder andere bloemen.

Alle soorten hebben een zijdelings afgeplat lichaam en een lange staart die tot driekwart van de lichaamslengte beslaat. De maximale lichaamslengte bedraagt ongeveer 70 centimeter inclusief staart. De staart wordt als balans gebruikt tijdens het klimmen, de staart kan niet worden afgeworpen. Stekelkammen en nekkammen ontbreken.

## Levenswijze
De vrouwtjes zetten eieren af. Op het menu staan voornamelijk ongewervelden zoals insecten maar ook plantendelen zoals bladeren, bloemen, vruchten en zaden worden wel gegeten.

## Verspreiding en habitat
Alle soorten komen voor in Midden- en Zuid-Amerika en leven in de landen Argentinië, Bolivia, Brazilië, Colombia, Costa Rica, Ecuador, Guyana, Honduras, Nicaragua, Panama, Paraguay, Peru en Suriname.
De habitat bestaat uit zowel vochtige als droge tropische en subtropische bossen. Zowel in laaglanden als bergbossen zijn een geschikte biotoop. Bonte leguanen zijn bewoners van bomen en struiken meer open gebieden en vermijden dichte bossen.

## Beschermingsstatus
Door de internationale natuurbeschermingsorganisatie IUCN is aan zeven soorten een beschermingsstatus toegewezen. Vijf soorten worden als 'veilig' beschouwd (Least Concern of LC), een soort als 'kwetsbaar' toegewezen (Vulnerable of VU) en een soort als 'onzeker' (Data Deficient of DD).